# دارینا زوینا
دارینا زوینا (به انگلیسی: Daryna Zevina) (زادهٔ ۱ سپتامبر ۱۹۹۴) شناگر اهل اوکراین است.